# Norman Theuerkauf
Norman Theuerkauf (Nordhausen, Turingia, 24 de enero de 1987) es un exfutbolista alemán que jugaba como centrocampista o defensa.

## Trayectoria
Theuerkauf se formó en las divisiones juveniles de Germania Heringen y de Carl Zeiss Jena. A mediados de julio de 2003, pasó a integrar la plantilla sub-19 de Werder Bremen, categoría en la que disputó 37 partidos.
El 15 de octubre de 2005, hizo su debut con el equipo de reserva del club verdiblanco, ingresando a falta de veinte minutos para el final en el lugar de Benjamin Venekamp en un encuentro válido por la fecha 13 de la Regionalliga Nord 2005-06, ante Chemnitzer. El 18 de marzo de 2006, en la jornada 28 del mismo certamen frente a Wuppertaler, marcó en el último minuto de juego su primer gol, dándole la victoria a Werder Bremen II por 2-1.
En enero de 2008, se sumó al Eintracht Fráncfort II. El día de su estreno, el 1 de marzo del mismo año, convirtió el segundo gol con el que su equipo goleó 3-0 a Germania Ober-Roden, por la 22ª fecha de la Oberliga Hessen 2007-08. El 11 de mayo, anotó su primer doblete: fue frente a Baunatal, en un encuentro que acabó 3-3. Con el cuadro francfortés, logró el ascenso a la Regionalliga Süd en la temporada 2007-08, y alcanzó su mejor rendimiento desde lo estadístico, marcando 10 goles en 43 partidos disputados durante una temporada y media, algo inusual para un futbolista de su posición.
A mediados de 2009, pasó al Eintracht Brunswick, de la 3. Liga. Se transformó en titular recurrente del equipo, con el que consiguió ser campeón de la categoría en la temporada 2010-11, en la que jugó 31 encuentros y marcó 5 tantos. Posteriormente, obtuvo el ascenso a la 1. Bundesliga con el mismo club, al lograr el subcampeonato en la 2. Bundesliga 2012-13. La presencia del equipo en la máxima categoría duró apenas un año, regresando al segundo nivel para la campeonato 2014-15. En seis temporadas en el club, afrontó 175 partidos —6 de ellos por Copa de Alemania—, convirtiendo 8 goles.
A inicios de la temporada 2015-16, se hizo efectivo su pase a Heidenheim 1846, de la 2. Bundesliga.

## Estadísticas

### Clubes
| Club | Div.                | Temporada           | Liga | Liga | Liga | Copas nacionales(1) | Copas nacionales(1) | Copas nacionales(1) | Torneos internacionales(2) | Torneos internacionales(2) | Torneos internacionales(2) | Total(3) | Total(3) | Total(3) |
| Club | Div.                | Temporada           | PJ   | G    | A    | PJ                  | G                   | A                   | PJ                         | G                          | A                          | PJ       | G        | A        |
| --- | ------------------- | ------------------- | ---- | ---- | ---- | ------------------- | ------------------- | ------------------- | -------------------------- | -------------------------- | -------------------------- | -------- | -------- | -------- |
| Werder Bremen II · Alemania | 3.ª                 | 2005-06             | 15   | 1    | 0    | —                   | —                   | —                   | —                          | —                          | —                          | 15       | 1        | 0        |
| Werder Bremen II · Alemania | 3.ª                 | 2006-07             | 30   | 1    | 2    | —                   | —                   | —                   | —                          | —                          | —                          | 30       | 1        | 2        |
| Werder Bremen II · Alemania | 3.ª                 | 2007-08             | 7    | 0    | 0    | 0                   | 0                   | 0                   | —                          | —                          | —                          | 7        | 0        | 0        |
| Werder Bremen II · Alemania | Total               | Total               | 52   | 2    | 2    | 0                   | 0                   | 0                   | 0                          | 0                          | 0                          | 52       | 2        | 2        |
| Eintracht Fráncfort II · Alemania | 4.ª                 | 2007-08             | 11   | 3    | 0    | —                   | —                   | —                   | —                          | —                          | —                          | 11       | 3        | 0        |
| Eintracht Fráncfort II · Alemania | 4.ª                 | 2008-09             | 32   | 7    | 0    | —                   | —                   | —                   | —                          | —                          | —                          | 32       | 7        | 0        |
| Eintracht Fráncfort II · Alemania | Total               | Total               | 43   | 10   | 0    | 0                   | 0                   | 0                   | 0                          | 0                          | 0                          | 43       | 10       | 0        |
| Eintracht Brunswick · Alemania | 3.ª                 | 2009-10             | 26   | 0    | 1    | 1                   | 0                   | 0                   | —                          | —                          | —                          | 27       | 0        | 1        |
| Eintracht Brunswick · Alemania | 3.ª                 | 2010-11             | 31   | 5    | 1    | 0                   | 0                   | 0                   | —                          | —                          | —                          | 31       | 5        | 1        |
| Eintracht Brunswick · Alemania | 2.ª                 | 2011-12             | 28   | 2    | 0    | 1                   | 0                   | 0                   | —                          | —                          | —                          | 29       | 2        | 0        |
| Eintracht Brunswick · Alemania | 2.ª                 | 2012-13             | 31   | 1    | 1    | 2                   | 0                   | 0                   | —                          | —                          | —                          | 33       | 1        | 1        |
| Eintracht Brunswick · Alemania | 1.ª                 | 2013-14             | 29   | 0    | 2    | 0                   | 0                   | 0                   | —                          | —                          | —                          | 29       | 0        | 2        |
| Eintracht Brunswick · Alemania | 2.ª                 | 2014-15             | 24   | 0    | 2    | 2                   | 0                   | 0                   | —                          | —                          | —                          | 26       | 0        | 2        |
| Eintracht Brunswick · Alemania | Total               | Total               | 169  | 8    | 7    | 6                   | 0                   | 0                   | 0                          | 0                          | 0                          | 175      | 8        | 7        |
| Eintracht Brunswick II · Alemania | 4.ª                 | 2010-11             | 1    | 0    | 0    | —                   | —                   | —                   | —                          | —                          | —                          | 1        | 0        | 0        |
| Eintracht Brunswick II · Alemania | Total               | Total               | 1    | 0    | 0    | 0                   | 0                   | 0                   | 0                          | 0                          | 0                          | 1        | 0        | 0        |
| Heidenheim 1846 · Alemania | 2.ª                 | 2015-16             | 27   | 1    | 0    | 2                   | 0                   | 0                   | —                          | —                          | —                          | 29       | 1        | 0        |
| Heidenheim 1846 · Alemania | 2.ª                 | 2016-17             | 24   | 0    | 1    | 0                   | 0                   | 0                   | —                          | —                          | —                          | 24       | 0        | 1        |
| Heidenheim 1846 · Alemania | 2.ª                 | 2017-18             | 26   | 0    | 0    | 3                   | 0                   | 0                   | —                          | —                          | —                          | 29       | 0        | 0        |
| Heidenheim 1846 · Alemania | 2.ª                 | 2018-19             | 33   | 0    | 3    | 4                   | 0                   | 0                   | —                          | —                          | —                          | 37       | 0        | 3        |
| Heidenheim 1846 · Alemania | 2.ª                 | 2019-20             | 10   | 0    | 1    | 0                   | 0                   | 0                   | —                          | —                          | —                          | 10       | 0        | 1        |
| Heidenheim 1846 · Alemania | Total               | Total               | 120  | 1    | 5    | 9                   | 0                   | 0                   | 0                          | 0                          | 0                          | 129      | 1        | 5        |
| Total en su carrera | Total en su carrera | Total en su carrera | 385  | 21   | 14   | 15                  | 0                   | 0                   | 0                          | 0                          | 0                          | 400      | 21       | 14       |
| (1) Incluye datos de la Copa de Alemania. (2) Incluye datos de la Liga de Campeones y la Liga Europa. (3) No incluye goles en partidos amistosos. |                     |                     |      |      |      |                     |                     |                     |                            |                            |                            |          |          |          |

## Palmarés

### Campeonatos nacionales
| Título  | Club                | País     | Año     |
| ------- | ------------------- | -------- | ------- |
| 3. Liga | Eintracht Brunswick | Alemania | 2010-11 |